# Jupu
Jupu (en népalais : झुपु) est un comité de développement villageois du Népal situé dans le district d'Achham. Au recensement de 2011, il comptait 2 891 habitants.